# Отбор (роман)
«Отбор» — подростковый роман-антиутопия 2012 года американской писательницы Киры Касс, первый из одноимённого цикла. Книга была выпущена 24 апреля 2012 года издательством HarperTeen. В 2013 году вышел сиквел романа — «Элита» и сопутствующая новелла «The Prince», написанная о тех же событиях от лица другого персонажа; третий роман «Единственная» вышел в 2014 году. В 2014 году романы «Отбор» и «Элита» были изданы в России издательством Азбука. В 2014 году вышла книга Единственная. В 2015 году вышло продолжение серии романом «Наследница.» 3 мая 2016 года вышло продолжение серии романом «Корона.»
Говоря о книге, Кира Касс заявила, что вдохновением для неё послужили истории Эсфири и Золушки и различия между этими двумя персонажами, развитие их линий и представления о том, стали ли они счастливы в дальнейшей жизни. Также она отметила, что в отличие от своих остальных работ, она написала этот роман сразу «от начала до конца».
Было продано 3,5 миллиона экземпляров книги по всему миру, и были подписаны контракты на два других тома. HarperTeen заключил два договора на издание продолжения серии на 32 языках.

## Сюжет
Главная героиня, Америка Сингер, стала одной из тридцати пяти девушек, отобранных для участия в «соревнованиях» за сердце принца Максона и возможность стать будущей королевой и жить в богатстве. Несмотря на эту возможность, Америка не испытывает радости, поскольку у неё остались чувства к Аспену, принадлежащему к касте ниже её собственной. Попадание Америки на отбор становится поводом для ссоры влюбленных. За время нахождения во дворце и отбора она понимает, что не равнодушна и к принцу Максону. Однако внезапное появление во дворце Аспена вновь ставит героиню перед выбором. Кого же выберет новоявленная леди Америка?
В романах "Наследница" и "Корона" говорится уже о судьбе дочери Америки.

## Критика
Книга получила как положительные, так и негативные отзывы от литературных изданий. Publishers Weekly опубликовал одобрительную рецензию, отметив характер главной героини. Позитивные рецензии дали School Library Journal, MTV и Booklist. Частично положительный отзыв оставил The A.V. Club; в нём книгу назвали «обрывком» от трилогии «Голодные игры», но при этом «Отбор» был охарактеризован как более выигрышный в плане развлекательности. Негативную оценку роману дал журнал Kirkus Reviews.

## Экранизация
В 2012 году стало известно, что телеканал CW выкупил права на съёмки телесериала по мотивам романа. На роль Америки Сингер была заявлена Эйми Тигарден. Снятую в 2012 году пилотную серию телеканал не принял. В 2013 году состоялась вторая попытка снять пилотную серию уже с актрисой Яэль Гробглас, но от этой постановки CW также отказался.Warner Bros получили права на экранизацию мирового бестселлера Киры Касс «Отбор», первого из пяти романов серии, и поручили сценаристу из «Черного списка» (Чёрный список лучших сценариев — обзор, издаваемый каждый год во вторую пятницу декабря с 2004 года Франклином Леонардом, руководителем развития, который с 2012 года работает в компании Уилла Смита «Overbrook Entertainment». Обзор включает в себя главные сценарии ещё неизданных фильмов) Кэти Лавджой адаптировать его. Дениз Ди Нови из DiNovi Pictures и Элисон Гринспен начнут производственный процесс с Пуай Шахбазян. Сценарий Лавджой «История любви поджигателя» вошел в «Черный список» 2010 года.     
Что касается Лавджой, она недавно разработала пилотную серию для NBC, производства Universal Television, Евы Лонгория и Джона Гленна. Она раньше уже писала сценарии пилотных эпизодов для NBC, Bravo и АВС, а также работала в штате сериала «Дракула» на NBC. Она отмечена Креативным агентством художников и Myman Greenspan. Касс отметили сайты Red Tree Literary и New Leaf Literary & Media. Энди Фишел и Джулия Спиро будут представлять интересы Warner Bros. 
Официальным режиссёром будущей картины объявлена Теа Шеррок
10 апреля 2020 года писательница на своём официальном сайте объявила, что фильм по книге "Отбор" планирует снять вместе с Netflix под руководством режиссёра Хаифы аль-Мансур. Автор говорит, что пока ни актёрский состав, ни дата выхода фильма не понятны, но что она очень рада, что у её книги наконец-то появится экранизация. Кира Касс так же предлагает прочитать про экранизацию подробнее по ссылке.